# Babice (Powiat Chrzanowski)
Babice ist ein Dorf im Powiat Chrzanowski der Woiwodschaft Kleinpolen in Polen. Es ist Sitz der gleichnamigen Landgemeinde mit etwa 9100 Einwohnern.

## Geschichte
Angeblich aus dem Jahr 1238 stammt eine Urkunde, die Ortschaften aus der Umgebung von Chrzanów, darunter Babici, erwähnt. Das Dokument wird heute meistens als eine Fälschung aus dem 14. Jahrhundert betrachtet. Ähnlich wurden andere Urkunden über die Gegend scheinbar aus den Jahren von 1228 bis 1288 von Historikern in Frage gestellt und stehen in der Debatte/Kontroverse über Zugehörigkeit der Kastellanei von Chrzanów zum schlesischen Herzogtum Ratibor bzw. Oppeln zwischen 1177/1179 und 1273. Die erste sichere Erwähnung des Dorfs stammt aus dem Jahr 1242.
Der Ortsname, früher auch Babica, ist vom Personennamen Baba abgeleitet.

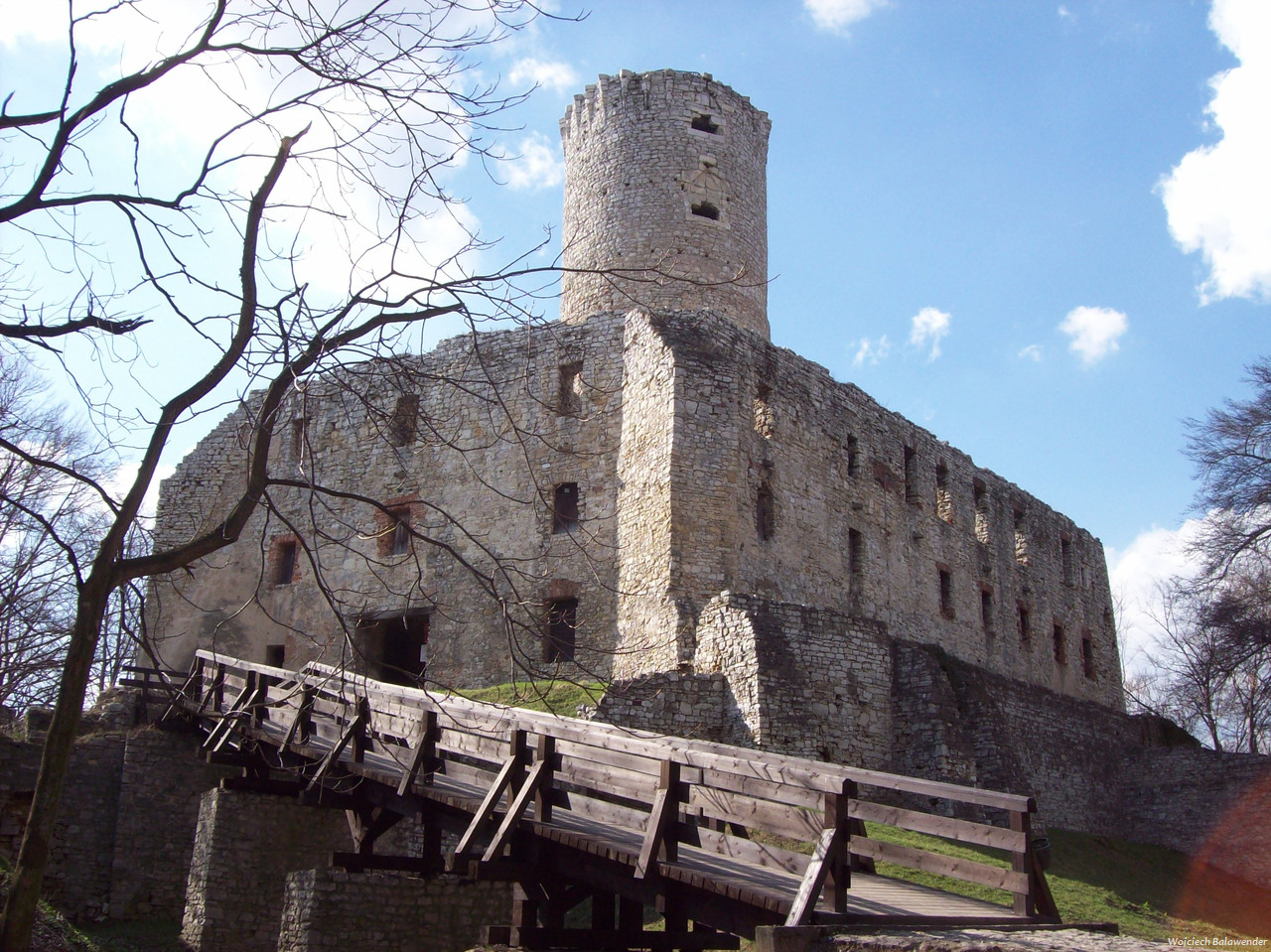
Burg Babice-Lipowiec

Die erste Befestigung auf einem Hügel im Norden des Dorfs wurde in der zweiten Hälfte des 13. Jahrhunderts errichtet. Die im Jahr 1303 als Lippow erstmals erwähnte bischöfliche Burg Lipowiec wurde um 1300 von Johann Muskata ausgebaut, im Zusammenhang mit dem Streit um die Kontrolle der Stadt Krakau zwischen dem böhmischen König Ottokar II. Přemysl und dessen Nachfolger Wenzel II. auf der einen Seite und dem polnischen Seniorherzog Władysław I. Ellenlang auf der anderen. Nach 1327 wurde die Weichsel im Süden zur neuen staatlichen polnisch-böhmischen Grenze und die Burg wurde noch wichtiger (siehe Adlerhorst-Burgen).
1337 wurde die Pfarrei des Bistums Krakau errichtet. Sie wachselte zwischen den Dekanaten Zator (damals im böhmisch-schlesischen Herzogtum Auschwitz) und Nowa Góra, in der Zeit von Jan Długosz im Dekanat von Auschwitz. Im späten 16. Jahrhundert umfasste die Pfarrei Babica im Dekanat Nowa Góra die Ortschaften Kwaczała, Jankowice, Lipowiec, Roskochów, Zagórze und Żarki.
Administrativ gehörte das Dorf zum Kreis Proszowice bzw. Kraków der Woiwodschaft Krakau im Königreich Polen (ab 1569 Adelsrepublik Polen-Litauen).
Bei der dritten Teilung Polens wurde es 1795 Teil des habsburgischen Kaiserreichs. In den Jahren 1815–1846 gehörte es zur Republik Krakau, 1846 wurde es als Teil des Großherzogtums Krakau wieder in die Länder des Kaisertums Österreich annektiert. Nach der Aufhebung der Patrimonialherrschaften bildete es eine Gemeinde im Bezirk Chrzanów. In der Zwischenkriegszeit gehörte Babice zum Powiat Chrzanowski der Woiwodschaft Krakau.
Beim Überfall auf Polen 1939 wurde das Gebiet von den Deutschen besetzt und völkerrechtswidrig dem Landkreis Krenau im neuen „Ostoberschlesien“ zugeordnet. Von 1975 bis 1998 gehörte Babice zur Woiwodschaft Kattowitz.

## Persönlichkeiten
- Marcin Maciejowski (* 1974), Maler und Zeichner; geboren in Babice.